# 学校法人薫英学園
学校法人薫英学園（がっこうほうじんくんえいがくえん）とは、日本の学校法人の一つ。大阪府摂津市に本部を置く。

## 概要
1941年（昭和16年）3月に学校法人薫英学園として認可された。教育事業のスタートは、それよりも早く1931年（昭和6年）6月に薫英女学院を創設したのが始まりになる。創立者は小川高光である。以来、幼児教育、女子高等学校、女子短期大学を中心に、女子教育、保育者の専門養成教育を行う学校法人として歩んできた。2001年（平成13年）に初めて四年制大学、大阪人間科学大学を創立した。

## 所在地
大阪府摂津市正雀1丁目4番1号

## 理事長
小川道雄

## 設置学校
- 大阪人間科学大学
- 大阪薫英女学院中学校・高等学校
- 大阪薫英女子短期大学